# Bulbophyllum alticola
Bulbophyllum alticola là một loài phong lan thuộc chi Bulbophyllum.